# Hiosciamina
La hiosciamina es un alcaloide tropánico y el levo-isómero de la atropina. Es el metabolito secundario encontrado en ciertas plantas de la familia Solanaceae, incluyendo la hierba loca (Hyoscyamus niger), la mandrágora (Mandragora officinarum) y el toloache (Datura ferox).

## Usos
La hiosciamina se utiliza para el alivio sintomático de varios trastornos gastrointestinales, incluyendo espasmos, úlceras pépticas, el síndrome del intestino irritable, pancreatitis, cólicos y cistitis. También se ha utilizado para aliviar ciertas cardiopatías, el control de ciertos síntomas de la enfermedad de Parkinson, así como el control de las secreciones respiratorias en los cuidados paliativos.

## Efectos adversos
Algunos de los efectos secundarios incluyen sequedad de boca y garganta, visión borrosa, agitación, mareos, arritmias, sofocos y desmayo. Una sobredosis puede causar dolor de cabeza, vómitos y síntomas del sistema nervioso central como diarrea, desorientación, alucinaciones, euforia, expresiones afectivas inapropiadas, pérdida de la memoria a corto plazo y posible coma en casos extremos. La aparición de estos síntomas debe consultarse con un profesional de la salud especializado.

## Farmacología
La hiosciamina es un anticolinérgico, específicamente del tipo antimuscarínico, pues bloquea la acción del neurotransmisor acetilcolina a nivel de los receptores muscarínicos. Por ello, su efecto se opone al de la acetilcolina, en las terminaciones del sistema nervioso parasimpático del músculo liso, glándulas secretoras y en el SNC. Asimismo, aumenta el rendimiento cardíaco, disminuye la secreción de las glándulas y antagoniza a la serotonina. A dosis terapéuticas, la hiosciamina tiene el 98% del efecto anticolinérgico de la atropina y el 92%  del otro fármaco derivado de la belladona, la escopolamina.